# Lista odcinków serialu animowanego Dzieciak kontra Kot
W tym artykule znajduje się lista odcinków wraz z opisami serialu animowanego Dzieciak kontra Kot emitowanego w Polsce na kanale Jetix/Disney XD.

## Serie
| Sezony | Odcinki | Pierwsza premiera    | Ostatnia premiera | Pierwsza premiera    | Ostatnia premiera | Pierwsza premiera | Ostatnia premiera |
| ------ | ------- | -------------------- | ----------------- | -------------------- | ----------------- | ----------------- | ----------------- |
| 1      | 26      | 25 października 2008 | 30 listopada 2009 | 13 lutego 2009       | 30 listopada 2009 | 11 kwietnia 2009  | 10 kwietnia 2010  |
| 2      | 26      | 11 września 2010     | 4 czerwca 2011    | 30 października 2010 | 20 lipca 2011     | 8 stycznia 2011   | 25 września 2011  |

## Seria 1[1]
| 1 | Tak to się zaczęło / Noc z kotem zombi „Let the Games Begin” / „Night of the Zombie Kat”               | 13 lutego 2009       | 11 kwietnia 2009     |
| Tak to się zaczęło: Millie przyprowadza do domu nieznanego pochodzenia zwierzę, które nazwała Panem Kotem. Coop przypadkowo niszczy obrożę nowego przybysza, co uniemożliwia kotu powrót do domu. Noc z kotem zombie: Po tym jak Coop i Dennis obejrzeli film „Mięsożerne koty zombie”, Pan Kot zaczyna straszyć Coopa. | |                      |                      |
| 2 | Teren prywatny, wstęp wzbroniony / Miau, miau, miau „Trespassers Will Be Persecuted” / „Oh Me-Oh Meow” | 22 lutego 2009       | 11 kwietnia 2009     |
| Teren prywatny, wstęp wzbroniony: Burt nie chce, by Coop się zbliżał do domu ich sąsiadki – Starej Pani Munson. Pan Kot robi wszystko, by chłopiec nie spełnił polecenia ojca. Miau, miau, miau: Burtonburgerowie mają dosyć hałasu powodowanego przez Pana Kota, więc kupują mu specjalną obrożę. | |                      |                      |
| 3 | Fort na drzewie / Ciasteczkowy szał „Do Not Fort Sake Me” / „Cookie D’uh”                              | 28 lutego 2009       | 12 kwietnia 2009     |
| Fort na drzewie: Coop i Dennis mają dosyć, że Millie i Pan Kot wciąż im przeszkadzają, więc budują własny domek na drzewie. Ciasteczkowy szał: Coop pomaga Millie w dostarczaniu ciasteczek. | |                      |                      |
| 4 | Rentgen / Misja: Zabawka Nip/Duck „ / „Search and De-Toy”                                              | 7 marca 2009         | 12 kwietnia 2009     |
| Rentgen: Burtonburgerowie idą do weterynarza, by zbadać Pana Kota. Gdy lekarz robi kotu rentgen, martwi to zwierzaka, który próbuje nie dopuścić do tego, by ktokolwiek to zobaczył. Misja: Zabawka: Coop i Dennis próbują odzyskać samolot Coopa, który zabrała Stara Pani Munson. | |                      |                      |
| 5 | Coop i grypa / Sztuczka z klasą „Flu The Coop” / „Class Art”                                           | 14 marca 2009        | 18 kwietnia 2009     |
| Coop i grypa: Coop jest chory i zostaje w domu razem z Panem Kotem. Sztuczka z klasą: Coop i Dennis podczas pokazu magicznych sztuczek powodują zniknięcie Pana Kota. Mimo prób przywrócenia go, nie udaje się to. Później okazuje się, że Pan Kot nie zginął, tylko się schował. Nota: W trakcie emisji odcinka „Coop i grypa” w Hiszpanii kilka scen zostało wyciętych.                                                                 | |                      |                      |
| 6 | Hipnokot / Alergia „HypnoKat” / „The Allergy”                                                          | 21 marca 2009        | 19 kwietnia 2009     |
| Hipnokot: Pan Kot za pomocą swojej nowej zabawki przejmuje kontrolę nad okolicznymi kotami. Alergia: Coop powoduje u ojca alergię i stara się przekonać, że to przez Pana Kota. Później Pan Kot próbuje przekonać, że to Coop jest przyczyną tej alergii. | |                      |                      |
| 7 | Ja i klej / Konkurs piękności „Just Me and Glue” / „You’ll Be Show Sorry”                              | 28 marca 2009        | 25 kwietnia 2009     |
| Ja i klej: Coop i Pan Kot zostają przyklejeni za pomocą bardzo silnego kleju. Konkurs piękności: Coop przygotowuje Pana Kota na zwierzęcy konkurs piękności. | |                      |                      |
| 8 | Jak zaliczyłem test? / U mnie wszystko gra kocie How the Test Was Won „ / „I’m Okay, You’re a Kat”     | 4 kwietnia 2009      | 26 kwietnia 2009     |
| Jak zaliczyłem test?: Coop próbuje nauczyć się do sprawdzianu z fizyki. Panu Kotu zależy zaś na utrudnieniu mu zadania, jednak przez przypadek pomaga mu. U mnie wszystko gra kocie: Burt daje Coopowi taśmy motywacyjne, które Coop odsłuchuje i następnego dnia czuje się pewnie. Pan Kot jednak majstruje przy tych taśmach, by móc manipulować rodziną.                                                                               | |                      |                      |
| 9 | Strzeżcie się Wilko-Coopa / Cukierek albo psikus „Beware The Were-Coop” / „Trick or Treak”             | 10 października 2009 | 2 maja 2009          |
| Strzeżcie się Wilko-Coopa: Dennis myśli, że Coop jest „wilkotłakiem”. Cukierek albo psikus: W noc halloweenową Coop i Dennis próbują zniweczyć plan Pana Kota. Nota: Jest to specjalny odcinek halloweenowy. Ten odcinek miał pierwszą premierę w Polsce. | |                      |                      |
| 10 | Wykręć „O” jak opiekunka / Trawa na medal „Dial „B” For Babysitter” / „The Grass is Always Meaner”     | 11 kwietnia 2009     | 3 maja 2009          |
| Wykręć „O” jak opiekunka: Stara Pani Munson zajmuje się Coopem i Millie. Trawa na medal: Coop i Dennis przygotowują trawnik Starej Pani Munson na konkurs. | |                      |                      |
| 11 | Szczęśliwa rodzinka / Udany biwak „One Big Happy Family” / „Happy Campers”                             | 18 kwietnia 2009     | 9 maja 2009          |
| Szczęśliwa rodzinka: Coop chce udowodnić ojcu, że Pan Kot jest przyczyną wszystkich problemów, więc stara się nie ustępować go na krok. Szczęśliwy biwak: Rodzice Coopa i Dennisa walczą ze sobą o przetrwanie w lesie. | |                      |                      |
| 12 | Niezidentyfikowana flota latająca / Zabawy na lodzie „U.F. Float” / „Play N’Ice”                       | 25 kwietnia 2009     | 10 maja 2009         |
| Niezidentyfikowana flota latająca: Burt z pomocą Coopa przerabia samochód na statek kosmiczny. Pan Kot udoskonala to dzieło i nim odlatuje, by wrócić na swoją planetę. Coop nieświadomie niweczy jego plan. Zabawy na lodzie: Coop i Dennis chronią swojej fortecy przed Panem Kotem. | |                      |                      |
| 13 | Dom strachów / Pasja ogrodnicza „House of Scream” / „Planter’s Warp”                                   | 2 maja 2009          | 16 maja 2009         |
| Dom strachów: Burt z Domu Wymiany robi dom strachów ze sztucznymi pułapkami. Pan Kot przerabia je na prawdziwe i psuje zwiedzanie. Pasja ogrodnicza: Do Burtonburgerów przychodzi znawca roślin – pan Mulch. Tymczasem Pan Kot wykorzystuje zmutowane rośliny do dorwania Coopa. | |                      |                      |
| 14 | Klątwa krypty Tutenkota / Osamotniony „Curse of Tutankitty’s Tomb” / „Pet Peeved”                      | 9 maja 2009          | 13 czerwca 2009      |
| Klątwa krypty Tutenkota: Podczas wycieczki do muzeum, Pan Kot próbuje wydostać uwięzionego tysiące lat temu kosmitę Tutenkota. Coop i Dennis próbują mu przeszkodzić. Osamotniony: Millie poznaje nową przyjaciółkę o imieniu Molly. Przez znajomość z nową koleżanką dziewczyna zapomina o Panie Kocie, który odchodzi z domu. Wtedy Millie jednak zauważa jego nieobecność.                                                             | |                      |                      |
| 15 | Nie elektryzuj mnie / Spłukany deszczem „Don’t Give Me No Static” / „Storm Drained”                    | 16 maja 2009         | 14 czerwca 2009      |
| Nie elektryzuj mnie: Coop z przymusu zabiera do szkoły maszynę zrobioną przez Pana Kota. Spłukany deszczem: Pan Kot tworzy urządzenie do kontrolowania pogodą i za pomocą niego chce dopuścić do kolejnej porażki Buldogów – miejscowej drużyny z Coopem w składzie. | |                      |                      |
| 16 | Rybny mini-biznes / Podwórkowy mini golf „Fishy Frisky Business” / „Teed Off”                          | 30 maja 2009         | 7 października 2009  |
| Rybny mini-biznes: Coop zostaje wyrzucony z hipermarketu. W nocy wraca jednak w to miejsce, by odzyskać zgubioną przez siebie piłeczkę. Na miejscu spotyka Pana Kota. Podwórkowy mini golf: Coop i Dennis z przymusu rywalizują ze sobą w mini golfa. | |                      |                      |
| 17 | Dzieciak, Kot i Gwiazdka „Kid vs Kat vs Christmas”                                                     | 30 listopada 2009    | 19 września 2009     |
| Coop chce spędzić normalne święta, jednak uniemożliwia mu to Pan Kot, który nie ma zamiaru się z nim pogodzić oraz dziadkowie, którzy mają problem z dojściem do domu Burtonburgerów na czas. Nota: Jest to specjalny odcinek świąteczny, który miał pierwszą premierę w Polsce. W Kanadzie odcinek został puszczony jako finał 1 serii.                                                                                                  | |                      |                      |
| 18 | Potwór z Sowiego Jeziora / Wizyta w szkole „Something Fishy In Owl Lake” / „Dire Education”            | 6 czerwca 2009       | 20 września 2009     |
| Potwór z Sowiego Jeziora: Nad Sowim Jeziorem odbywają się zawody łowieckie ojców i synów. Wizyta w szkole: W trakcie wizytacji rodziców w szkole Coop obawia się ataku Pana Kota, którego Millie zabrała ze sobą. | |                      |                      |
| 19 | Przyczajony Coop, ukryty Kot / Prima aprilis „Crouching Cooper Hidden Kat” / „Tom Kat Foolery”         | 13 czerwca 2009      | 3 października 2009  |
| Przyczajony Coop, ukryty Kot: Coop zostaje skompromitowany przez Millie na oczach kolegów. Okazuje się, że pomógł jej w tym Pan Kot, więc Dennis uczy Coopa sztuk walki, by chłopiec mógł się na nim zemścić. Prima aprilis: Pan Kot wykorzystuje zamiłowanie Coopa do robienia dowcipów i robi w całym mieście niemiłe żarty, a odpowiedzialność za nie sprowadza na Coopa.                                                              | |                      |                      |
| 20 | W psie nadzieja / Spróbuj mnie wyprzedzić „In Dog We Trust” / „Catch My Drift”                         | 20 czerwca 2009      | 10 października 2009 |
| W psie nadzieja: Coop odnajduje psa i stara się go przygarnąć. Spróbuj mnie wyprzedzić: Coop próbuje ochronić Millie przed przeszkodami Pana Kota umieszczonymi na trasie toru grozy. | |                      |                      |
| 21 | Ostatni sprawiedliwy / Znikający Kot „Suddenly Last Slammer” / „The Kitty Vanishes”                    | 27 czerwca 2009      | 24 października 2009 |
| Ostatni sprawiedliwy: Coop, Dennis, Lorn i Harley próbują wyjaśnić sytuację, która miała miejsce przed chwilą. Znikający Kot: Pan Kot tworzy teleporter i za pomocą niego dostaje się do różnych miejsc i wykrada rzeczy, które chce przetransportować do swojej dziewczyny. Tymczasem Coop stara się uciec od przyjęcia u Phoebe. | |                      |                      |
| 22 | Przechwycić flagę / Sprawa nie z tej Ziemi „Capture The Kat” / „Outer Space Case”                      | 11 lipca 2009        | 6 lutego 2010        |
| Przechwycić flagę: Coop, Dennis, Lorn, Harley, Millie i Phoebe bawią się w lesie, co przeszkadza Panu Kotu. Sprawa nie z tej Ziemi: Coop i Dennis próbują odkryć, czemu do Starej Pani Munson przychodzi ich idol – Kapitan Kamyk. | |                      |                      |
| 23 | Dzień Bootsville / Gruby Kot "Buzz Off!”/ „Fat Kat”                                                    | 18 lipca 2009        | 13 lutego 2010       |
| Dzień Bootsville: W trakcie Dnia Bootsville Coop musi stawić czoła zmutowanym przez krew Pana Kota komarom. Gruby Kot: Pan Kot dostaje misję, podczas której nie może jeść kociego jedzenia, więc przestawia się na ludzkie pożywienie, przez co staje się gruby. | |                      |                      |
| 24 | Zaklinacz kotów / Graj jak Burtonburger „The Kat Whisperer” / „Bend It Like Burtonburger”              | 25 lipca 2009        | 20 lutego 2010       |
| Zaklinacz kotów: Burt w końcu widzi jak Pan Kot atakuje Coopa, więc postanawia, że Coop zostanie zaklinaczem Pana Kota. Kot, by zostać w domu udaje, że dał się zaczarować przez chłopca i chce, by stał się przez to zaklinaczem wszystkich zwierząt. Graj jak Burtonburger: Coop w trakcie gry w piłkę nożną zachowuje się samolubnie, więc koledzy dają mu nauczkę. Tymczasem Pan Kot robi sługi, którymi chce dorwać Coopa i Dennisa. | |                      |                      |
| 25 | Kocia muzyka / Teren budowy „Stall That Jazz” / „Under Destruction”                                    | 31 lipca 2009        | 3 kwietnia 2010      |
| Kocia muzyka: Część wynalazku Pana Kota trafia mu do ucha, przez co wyostrza mu się słuch. Teren budowy: Burtonburgerowie przeprowadzają renowację domu. Tymczasem Coop zauważa w domu ukryte bronie Pana Kota i chce je pokazać ojcu. | |                      |                      |
| 26 | Kot haker / To dopiero rakieta! „Hack Kattack” / „It’s A Rocket, Man”                                  | 17 października 2009 | 10 kwietnia 2010     |
| Kot haker: Pan Kot przejmuje kontrolę nad wszystkimi urządzeniami elektrycznymi, by móc manipulować mieszkańcami Bootsville. To dopiero rakieta!: Pan Kot za pomocą zrobionej przez Coopa rakiety chce zniszczyć satelitę przeszkadzającą w dostarczeniu jego przesyłki. | |                      |                      |

## Seria 2[2]
| 27 | Mów mi Fiona / Słaby punkt „Something About Fiona” / „Tickled Pink”                       | 30 października 2010 | 8 stycznia 2011      |
| Mów mi Fiona: Coop zakochuje się w siostrzenicy Starej Pani Munson – Fionie, więc stara się jej zaimponować, jednak sąsiadka nie pozwala mu się do niej zbliżać. Słaby punkt: Szef Pana Kota zauważa zachowanie swojego pracownika, kiedy Millie drapie go w jego czuły punkt i wysyła robota, by zabić dziewczynę. Coop, Dennis i Pan Kot starają się ją chronić.                                             |                                                                                           |                      |                      |
| 28 | Pchli zatarg / Dennis rozrabia „Flea Brains” / „Menace the Dennis”                        | 6 listopada 2010     | 8 stycznia 2011      |
| Pchli zatarg: Pan Kot za pomocą robota wielkości pchły obejmuje kontrolę nad Coopem. Gdy chłopiec odzyskuje kontrole nad sobą, kot rozsyła więcej robotów po całym mieście i zmusza mieszkańców do dorwania Coopa. Dennis rozrabia: Dennis próbuje powstrzymać Pana Kota, który chce zamienić całą wodę w mieście w mleko.                                                                                     |                                                                                           |                      |                      |
| 29 | Inwazja Futrzaków / Wysiej i płacz „Cheeks of Evil” / „Reap it and Weep”                  | 12 marca 2011        | 22 maja 2011         |
| Inwazja Futrzaków: Millie przynosi ze szkoły chomika, który okazuje się być kosmitą będącym naturalnym wrogiem Pana Kota. Zasiej i płacz: Coop pilnuje dyni na konkurs, a Pan Kot zamienia całe miasto w las z drzewami z kocimiętki. |                                                                                           |                      |                      |
| 30 | Laserowa misja / Mistrzowski przepis „Blasteroid Blues” / „Rat-a-Phooey”                  | 13 listopada 2010    | 5 lutego 2011        |
| Laserowa misja: Coop próbuje uratować supermarket przed zniszczeniem przez kosmiczny laser. Mistrzowski przepis: Laser Pana Kota zamienia Burta w szczura. |                                                                                           |                      |                      |
| 31 | Dzieci lubią śmieci / Obcy na radarze „Tashing Talking” / „Over The Radar”                | 20 listopada 2010    | 8 stycznia 2011      |
| Dzieci lubią śmieci: Podczas odkrywania wnętrza drapaka Pana Kota, Coop i Denis zostają wyrzuceni do wysypiska. Chłopcy myślą, że Pan Kot zniszczył świat, więc jak go zauważają, atakują go. Obcy na radarze: Z powodu wynalazku Pana Kota tajni agenci myślą, że Burtonburgerowie to kosmici, więc zabierają ich na badania do tajnej bazy. Dennis i Pan Kot próbują ich odbić.                              |                                                                                           |                      |                      |
| 32 | Dość już tego / Śmierdząca sprawa „Nuff Said” / „Rhymes With Coop”                        | 27 listopada 2010    | 8 stycznia 2011      |
| Dość już tego: Coop cały czas ma kłopoty przez walki z Panem Kotem, więc zaczyna go ignorować. Dennis próbuje go przekonać, że robi duży błąd. Śmierdząca sprawa: Coop i Dennis nie chcą dopuścić do tego, by plaża zamieniła się w kocią kuwetę. |                                                                                           |                      |                      |
| 33 | Robi się gorąco / Bądźmy eko „Bringing The Heat” / „The Three Aaarghs”                    | 8 stycznia 2011      | 8 stycznia 2011      |
| Robi się gorąco: Pan Kot powoduje falę upałów w Bootsville. Coop i Dennis próbują mu przeszkodzić, bo inaczej powtórzy się koszmar Burta z czasów dzieciństwa: Stara Pani Munson w bikini. Bądźmy eko: Rodziny Coopa i Dennisa rywalizują w ekologicznym trybie życia. |                                                                                           |                      |                      |
| 34 | Pomruk do przyszłości „Kat to the Future”                                                 | 23 listopada 2010    | 13 lutego 2011       |
| Coop używa maszyny Pana Kota do podróży w czasie. W końcu cofa się do czasu zanim Millie znalazła Pana Kota i zapobiega tamtemu wydarzeniu. To powoduje katastrofalne skutki w przyszłości, gdyż kosmici z Panem Kotem na czele obejmują władzę nad Ziemią. Coop musi naprawić swój błąd, ale najpierw musi się dostać do swojego domu, który jest główną siedzibą władzy Pana Kota.                           |                                                                                           |                      |                      |
| 35 | Potwór z głębin / Praca nie popłaca „Down the Drain” / „9 to 5 to Oblivion”               | 15 stycznia 2011     | 19 lutego 2011       |
| Potwór z głębin: Coop i Dennis poszukują w kanałach krokodyla, który rzekomo grasuje w mieście. Praca nie popłaca: Coop niszczy dom Dennisa i musi za karę pracować w sklepie jego ojca. |                                                                                           |                      |                      |
| 36 | Pieskie tycie / Ochroniarz z kosmosu „When Bad Dogs Go Big” / „The Bottyguard”            | 22 stycznia 2011     | 26 lutego 2011       |
| Pieskie tycie: Pan Kot robi maszynę powiększającą, którą zabierają Coop i Dennis. By ją odzyskać, goni chłopców, aż maszyna zostaje połknięta przez Warchoła, który w konsekwencji staje się wielki. Ochroniarz z kosmosu: Coop zostaje uznany przez robota Pana Kota – Kosmobota za jego mentora i stara się go chronić przed niebezpieczeństwem. Gdy robot zaczyna przesadzać, Coop prosi o pomoc Pana Kota. |                                                                                           |                      |                      |
| 37 | Buntownik z kosmosu / Wielka demolka „Rebel with a Claw” / „Swap Wrecked”                 | 29 stycznia 2011     | 5 marca 2011         |
| Buntownik z kosmosu: Do Ziemi przybywa kosmita podobny do Pana Kota. Kot z pomocą Coopa i Dennisa próbuje go wysłać z powrotem tam, skąd przybył. Wielka demolka: Coop i Dennis uczestniczą zawodach w wielkiej demolce. |                                                                                           |                      |                      |
| 38 | Wakacje z szopami / Beczenie owiec „Hit the Road” / „Never Cry Sheep”                     | 5 lutego 2011        | 12 grudnia 2010      |
| Wakacje z szopami: Burtonburgerowie wyjeżdżają na wakacje do lasu i zostawiają Pana Kota w hodowli. Beczenie owiec: Pan Kot stara się uzyskać jak najwięcej wełny, więc kradnie z okolicy owce. |                                                                                           |                      |                      |
| 39 | Koci służący / Eliksir niewidzialności „Kickin Butler” / „You Kat See Me”                 | 19 marca 2011        | 19 grudnia 2011      |
| Koci służący: Dennis zostaje wessany przez portal czasowy i teleportuje się w różne miejsca na świecie. Coop służy Panu Kotu, by móc go przywrócić do Bootsville. Eliksir niewidzialności: Burt zaprasza nauczycielkę Coopa – panią Braningan na kolację, a Coop – Fionę. Tymczasem Pan Kot staje się niewidzialny i dzięki temu psuje kolację.                                                                |                                                                                           |                      |                      |
| 40 | Bujaj się / Dla kota w worku „Keep on Rockin” / „It’s in the Bag”                         | 2 kwietnia 2011      | 3 kwietnia 2011      |
| Bujaj się: Burtonburgerów odwiedzają dziadkowie Coopa i Millie. Dla kota w worku: Coop zabiera ostatnią paczkę rybnych mini chrupek i nie pozwala Panu Kotu jej tknąć. |                                                                                           |                      |                      |
| 41 | Król krasnali / Ahoj przygodo! „King of the Pipsqueaks” / „Down the Creek”                | 9 kwietnia 2011      | 10 kwietnia 2011     |
| Król krasnali: Promień Pan Kota powoduje, że krasnale Starej Pani Munson ożywają i uznają Coopa za ich króla. Ahoj przygodo!: Stara Pani Muson opowiada Millie o swoich przygodach, a potem dziewczyna pomaga sąsiadce w przeżyciu kolejnej. |                                                                                           |                      |                      |
| 42 | Ząbek kontratakuje / Urodziny dziczy „Turn the Other Cheeks” / „Birthday Bashed”          | 12 marca 2011        | 22 maja 2011         |
| Ząbek kontratakuje: Pan Ząbek powraca, by zemścić się na Panu Kocie. Jego plany niweczy Coop. Urodziny dziczy: Coop ma urodziny. |                                                                                           |                      |                      |
| 43 | Natłok myśli / Pociąg z kotem „Mind Games” / „Strange Kat on a Train”                     | 12 marca 2011        | 22 maja 2011         |
| Natłok myśli: Pan Kot buduje hełm woli, który spełnia wszystkie jego życzenia. Millie niszczy ten kask i w wyniku eksplozji uzyskuje moc zawartą w wynalazku. Pociąg z kotem: Burtonburgerowie jadą pociągiem do miejsca, gdzie mieszka niejaki pan Herman. Okazuje się, że to Pan Ząbek. |                                                                                           |                      |                      |
| 44 | Desko Kociak / Skarb w ogrodzie „Board Kat” / „Treasure of Sierra Munson”                 | 26 marca 2011        | 26 marca 2011        |
| Desko kociak: Coop i Pan Kot zamieniają się ciałami. Skarb w ogrodzie: Coop odnajduje mapę skarbów i jej tropem szuka skarbu, który okazuje się być w ogrodzie Starej Pani Munson. Nota: Odcinek miał pierwszą premierę w Polsce. |                                                                                           |                      |                      |
| 45 | Pamiętna Wigilia / Kino pod Chmurką „Fangs for the Memories” / „Drive-In Me Crazy”        | 30 kwietnia 2011     | 25 grudnia 2011      |
| Pamiętna Wigilia: Pan Kot odbiera Coopowi pamięć o nim jako kosmicie, jednak te wspomnienia trafiają do Burta. Kino pod Chmurką: Pan Kot buduje urządzenie ożywiające potwory z filmów. |                                                                                           |                      |                      |
| 46 | Futrzany atak / Dzień hot doga „Hair Brains” / „Hot Dog Day”                              | 30 kwietnia 2011     | 16 kwietnia 2011     |
| Futrzany atak: Coop i Pan Kot walczą z futrem wyplutym przez kota. Dzień hot doga: W Bootsville odbywa się dzień hot doga. Nota: Odcinek miał premierę w Polsce tego samego dnia co w Kanadzie. |                                                                                           |                      |                      |
| 47 | Ultra szybkie buty mocy / Ja Coop, ty Kot „Amazing Feet of Strength” / „Me Coop, You Kat” | 9 lipca 2011         | 23 kwietnia 2011     |
| Ultra szybkie buty mocy: Pan Kot modyfikuje buty Coopa, by móc wypełnić swoją misję. Chłopiec jednak zabiera je, by ich użyć w meczu, więc Pan Kot próbuje je odebrać. Ja Coop, Ty Kot: Pan Kot powoduje, że Coop zamienia się w jaskiniowca. Nota: Odcinek miał premierę w Polsce tego samego dnia co w Kanadzie.                                                                                             |                                                                                           |                      |                      |
| 48 | Komu lody? / Mój amulet „You Scream, I Scream” / „Good Luck Harm”                         | 9 lipca 2011         | 28 maja 2011         |
| Komu lody?: Coop przestaje zwracać uwagi na Pana Kota z powodu znajomości z nastolatkiem o imieniu Curly. Mój amulet: Pan Kot powoduje u Coopa pecha. |                                                                                           |                      |                      |
| 49 | Poszukiwany Coop / Brylantowy kot „Bootsville’s Most Wanted”/ „Kat of Diamonds”           | 25 czerwca 2011      | 11 września 2011     |
| Poszukiwany Coop: Coop jest poszukiwany przez kierownika ochrony zwierząt – Buck’a Diasmonds’a. Brylantowy kot: Coop i Fiona muszą rozwiązać kłótnię między sobą, żeby móc powstrzymać Pana Kota. |                                                                                           |                      |                      |
| 50 | Tajemniczy satelita / Małe jest piękne „Coop D’Etat” / „The Incredible Shrinking Coop”    | 25 czerwca 2011      | 18 września 2011     |
| Tajemniczy satelita: Stara Pani Munson zostaje nauczycielką Coopa. Małe jest piękne: Pan Kot zmniejsza Coopa i Dennisa. |                                                                                           |                      |                      |
| 51 | Nawiedzony dom / Obcy w twojej głowie „Who’s Haunting Who?” / „It’s All in Your Head”     | 20 lipca 2011        | 28 października 2011 |
| Nawiedzony dom: Pan Kot tworzy teleporter. Obcy w twojej głowie: Pan Kot przejmuje kontrolę nad agentem Napolitanem. |                                                                                           |                      |                      |
| 52 | Kot wraca do domu „The Kat Went Back”                                                     | 20 lipca 2011        | 25 września 2011     |
| Coop, Dennis, Fiona, Millie, Lorn i Harley zostają przeniesieni na rodzimą planetę Pana Kota. |                                                                                           |                      |                      |

## Odcinki krótkometrażowe[3]
Wszystkie odcinki zostały wyemitowane w Polsce, jednak daty premier żadnej z nich nie są znane. Odcinki wyprodukowane wraz z drugą serią nie mają polskich tytułów.
| 1 | Wszystko wymyte „All Washed Up”              | 4 listopada 2007 | 10 maja 2009          |
| Coop i Pan Kot trafiają razem do kąpieli.                                                                          |                                              |                  |                       |
| 2 | Kociarz „Catboy Update”                      | 18 kwietnia 2009 | 3 maja 2009           |
| Lorn i Harley filmują Coopa w trakcie jego walki z Panem Kotem.                                                    |                                              |                  |                       |
| 3 | Dentysta „Dental Damage”                     | 18 kwietnia 2009 | 18 kwietnia 2009      |
| Coop trafia do dentysty.                                                                                           |                                              |                  |                       |
| 4 | Nie bawię się z tobą Don’t Toy With Me”      | 7 listopada 2009 | 17 maja 2009          |
| Burtonburgerowie przychodzą do sklepu z zabawkami.                                                                 |                                              |                  |                       |
| 5 | Przesyłka specjalna „Extra Special Delivery” | 8 maja 2010      | 25 kwietnia 2009      |
| Coop przychodzi do Phoebe, by odzyskać piłkę, którą rzucił w jej dom.                                              |                                              |                  |                       |
| 6 | Kocie smakołyki „Fishy Frisky Bitty Kitty”   | 8 maja 2010      | 23 maja 2009          |
| Pan Kot zapoznaje się z udoskonalonymi rybnymi minichrupkami.                                                      |                                              |                  |                       |
| 7 | Natrętna pszczoła „Fumblebee”                | 8 maja 2010      | 12 kwietnia 2009      |
| Pan Kot chce zniszczyć pszczołę, która mu przeszkadza.                                                             |                                              |                  |                       |
| 8 | Ping-pong "Kaponk!”                          | 8 maja 2010      | 2 maja 2009           |
| Coop próbuje podbić rekord w odbijaniu piłki, co denerwuje Millie i Pana Kota.                                     |                                              |                  |                       |
| 9 | Filmowa draka „Movie Mayhem”                 | 8 maja 2010      | 11 kwietnia 2009      |
| Coop i Dennis siedzą w kinie. Pan Kot chce, by Coop przegapił cały film.                                           |                                              |                  |                       |
| 10 | Makaronowy kataklizm „Pasta Disasta”         | 8 maja 2010      | 26 kwietnia 2009      |
| Burtonburgerowie przychodzą do restauracji.                                                                        |                                              |                  |                       |
| 11 | Biegnij Coop, biegnij „Run Coop Run”         | 8 maja 2010      | 16 maja 2009          |
| Coop i Dennis próbują wyrzucić bombę w bezpieczne miejsce zanim wybuchnie.                                         |                                              |                  |                       |
| 12 | Z nieba do wody „Sky High Dive”              | 8 maja 2010      | 19 kwietnia 2009      |
| Pan Kot wzmacnia elastyczność trampoliny w basenie co powoduje, że Coop próbując wskoczyć do basenu leci w kosmos. |                                              |                  |                       |
| 13 | Hokej na lodzie „Slap Shots”                 | 8 maja 2010      | 9 maja 2009           |
| Pan Kot przerywa partię hokeja na lodzie i atakuje Coopa.                                                          |                                              |                  |                       |
| 14 | „A Squirrel Wind Adventure”                  | 27 stycznia 2011 | [ potrzebny przypis ] |
| Pan Kot goni wiewiórkę, która go drażni.                                                                           |                                              |                  |                       |
| 15 | „Boy Meats Grill”                            | 23 lutego 2011   | [ potrzebny przypis ] |
| Burt uczy Coopa jak robić barbecue.                                                                                |                                              |                  |                       |
| 16 | „Boys Vs. Bus”                               | 14 marca 2011    | [ potrzebny przypis ] |
| Lorn i Harley próbują zdążyć do szkoły.                                                                            |                                              |                  |                       |
| 17 | „Catboy”                                     | 7 lutego 2011    | [ potrzebny przypis ] |
| Lorn i Harley robią piosenkę o walkach Coopa i Pana Kota.                                                          |                                              |                  |                       |
| 18 | „Come Wail Away”                             | 28 marca 2011    | [ potrzebny przypis ] |
| Pan Kot zakochuje się w irytującej dla człowieka grze Starej Pani Munson na dudach.                                |                                              |                  |                       |
| 19 | „Geriatric Joust”                            | 27 stycznia 2011 | [ potrzebny przypis ] |
| Burtonburgerowie przybywają do domu starców.                                                                       |                                              |                  |                       |
| 20 | „Itty Bitty Kitty Committee”                 | 17 lutego 2011   | [ potrzebny przypis ] |
| Coopa i Dennisa atakują termity.                                                                                   |                                              |                  |                       |
| 21 | "Katnapped!”                                 | 25 kwietnia 2011 | [ potrzebny przypis ] |
| Coop dostaje się do snu Pana Kota.                                                                                 |                                              |                  |                       |
| 22 | „Laser Guided Furball”                       | 25 stycznia 2011 | [ potrzebny przypis ] |
| Coop i Pan Kot próbują odciągać od siebie Pusię za pomocą laserów.                                                 |                                              |                  |                       |
| 23 | "Lions And Tigers And Kat... Oh My!”         | 16 maja 2011     | [ potrzebny przypis ] |
| Burtonburgerowie odwiedzają zoo.                                                                                   |                                              |                  |                       |
| 24 | „Pretty Kitty”                               | 23 maja 2011     | [ potrzebny przypis ] |
| Burtonburgerowie zabierają Pana Kota do dentysty.                                                                  |                                              |                  |                       |
| 25 | „Whiskering Heights”                         | 25 stycznia 2011 | [ potrzebny przypis ] |
| Millie prosi różne osoby o pomoc w ściągnięciu Pana Kota z drzewa.                                                 |                                              |                  |                       |
| 26 | „You And Whose Armour?”                      | 28 czerwca 2011  | [ potrzebny przypis ] |
| Coop wchodzi do wnętrza pewnej maszyny sterowanej od środka, by móc się ochronić przed Panem Kotem.                |                                              |                  |                       |